# Из долины убийства к Вратам в долину
«Из долины убийства к Вратам в долину» («Ми-гей ха-харега ле-Шаар ха-Гай», ивр. מגיא ההריגה לשער הגיא‎) — книга израильского писателя Бени Вирцберга, пережившего Холокост в детском возрасте. Первая в Израиле книга, показывающая Холокост с точки зрения ребёнка, а также встречу с еврейским ишувом в Палестине и годы адаптации на новой родине. Книга была написана под влиянием суда над Эйхманом и возникших в результате него изменений в отношении израильского общества к Холокосту. Показания большого количества людей, переживших Холокост, побудили израильтян начать открытую публичную дискуссию о том, через что этим людям пришлось пройти.
Вышедшая в 1967 году книга осталась незамеченной в огромном количестве победных изданий о Шестидневной войне. Позднее эта опередившая своё время книга была высоко оценена специалистами по истории Холокоста, журналистами и читателями. В 2008 году вышло второе, обновлённое издание книги.

## О книге
В книге «Из долины убийства к Вратам в долину». Вирцберг рассказал о событиях своей жизни и о девяти друзьях, которые вместе с ним пережили Холокост, участвовали в Войне за независимость и прошли процесс адаптации в Израиле. Эта книга — не просто автобиография, в ней рассказано о событиях, решивших судьбу многих. Автор говорит о жизни в гетто, концлагерях и лагерях для перемещённых лиц с точки зрения мальчика-подростка. Книгой Вирцберг пытался ответить на вопрос: почему миллионы шли на смерть? В предисловии к первому изданию он писал:

Перед моими глазами всё время маячила формула, ужасавшая меня обвинением, что мы шли «как овцы на заклание», искажённое представление, доказывающее снова и снова, что люди игнорируют духовное уничтожение, которое, будучи преднамеренно детально спланированным, предшествовало уничтожению физическому и обеспечило его возможность.
Оригинальный текст (иврит)בעיקר ריחפה לפני עיניי כל הזמן הנוסחה, המזעזעת אותי כל אימת שאשמענה, על אודות הליכתנו "כצאן לטבח יובל" - נוסחת סלף המוכיחה מדי פעם מחדש כי הבריות מתעלמים לחלוטין מן ההשמדה הנפשית שקדמה, במחשבה תחילה ובתכנון שיטתי, להשמדה הפיזית, ואפשרה אותה.

Вторая часть книги — рассказ о нелёгком процессе превращения детей Холокоста в свободных жителей своей страны и бойцов Пальмаха. Вирцберг показывает, что когда у выживших появилась возможность защищать будущее своего народа с оружием в руках, они проявили особую смелость и силу духа. При этом он настаивает на невозможности забыть ужасы Холокоста, вычеркнуть их из жизни. Страшные события, пережитые евреями Европы в прошлом, и испытания новой жизни в своей стране — две части одной человеческой судьбы, которые невозможно разделить:

Постепенно, с течением времени и с ростом нашего страстного желания во всём походить на сабр, мы пытались отречься от нашего прошлого: но этому мешала маленькая татуировка на руке — номер, который невозможно стереть, из лагеря уничтожения… Выколотый глубоко в коже наших загорелых рук, он был способен навсегда служить нам напоминанием обо всём, что мы хотели забыть.
Оригинальный текст (иврит)לאט לאט, עם חלוף הזמן ועם גבור מאוויינו להיות דומים בכול לצברים, נסינו גם להתכחש לעברנו: אלא שהפריעה לכך כתובת-קעקע זעירה על הזרוע — המספר, שאינו ניתן להימחק, ממחנה ההשמדה… חרות עמוק בעור זרועותינו השזופות, בכוחו להזכיר לנו לעולם את כל מה שהעדפנו לשכוח.
— «Из долины убийства к Вратам в долину», стр. 155

## Сюжет

### Холокост
Книга начинается с воспоминаний о счастливом детстве в любящей семье, которое закончилось ноябрьской ночью 1938, получившей название Хрустальной. После этого началось преследование родителей тайной полицией (Гестапо), а затем семью выслали в Польшу. После захвата Польши немцами начались преследования евреев: ограничения перемещения, облавы, расстрелы, нехватка продуктов. Голод постоянно усиливался, а к зиме распространились болезни и эпидемии.
Несмотря на отчаянность ситуации, среди евреев Сосновца всё ещё находились оптимисты, в их числе отец Бени. В Германии в 30-е годы он утверждал, что власть нацистов не может продлиться долго, а в Польше — что всё наладится, найдутся люди, которые спасут евреев. Его слова были успокаивающим наркотиком для окружающих. Однако после того, как он был схвачен нацистами и провёл некоторое время в немецком трудовом лагере, он вернулся сильно исхудавшим, измождённым, без следов былого оптимизма. Как к последней надежде евреи обращались к богу: несмотря на опасность, они даже провели молитву Кол нидрей в Йом-Киппур. «Это не была обычная молитва; это была мольба, горькая и отчаянная, просьба о милосердии в том последнем месте, где ещё что-то можно было просить в этом жестоком мире».
В 1942 году всех евреев городка переселили в гетто, где они находились под усиленной охраной, а через год оставшихся в живых увезли в Освенцим. Мать Вирцберга была отправлена в газовую камеру сразу же по прибытии в лагерь, а Бени, в числе нескольких мальчиков, доктор Менгеле отобрал для медицинских экспериментов. Бени обратился к Менгеле с отчаянной просьбой спасти отца, и, по непонятной причине, Менгеле исполнил просьбу.
Вирцберг с отцом оказались в лагере Аушвиц I. Бени назначили посыльным в больничном блоке, а отца направили в общий блок. Гибель жены окончательно сломила отца духовно, а ежедневные каторжные работы — физически. Бени чувствовал себя ответственным за отца, как мог поддерживал его, иногда добывал для него еду. В 1944 году Бени перешёл в общий блок, чтобы быть поближе к отцу, и стал каждый день ходить на каторжные работы. Раз в две недели Бени прислуживал во время операций доктору Менгеле и его ассистентам; рассказ об этих чудовищных операциях поражает своей точностью и детальностью. Надпись «Труд освобождает» над воротами Освенцима не выходит из памяти Вирцберга и ассоциируется с несколькими «освобождёнными трупами», которые заключённые приносили в лагерь в конце каждого «трудового» дня. Вирцберг также рассказывает о капо, как тех, которые наживались на узниках, так и тех немногих, которые помогали им; о лагерных проститутках; о концертах и вечеринках для избранных.
В январе 1945 года начался тяжелейший марш смерти. Отец Вирцберга не выдержал темпа ходьбы, и эсэсовец застрелил его на глазах у сына. Через две недели колонна дошла до железной дороги. Только небольшая часть тех, кто вышел из лагеря, осталась в живых. В заколоченных досками вагонах доехали до Маутхаузена. Жили сначала в бараках, а потом в палаточном лагере. Смертность увеличилась, трупы валялись в палатках, стояла невыносимая вонь.
Из Маутхаузена узников перевели в лагерь Мельк. Здесь Бени получил 25 ударов палкой перед строем заключённых; после нескольких ударов он потерял сознание. В апреле немцы, в связи с приближением русских, взорвали рудники, большинство работавших там узников погибло от взрыва. После этого заключённые покинули лагерь в срочном порядке. Узники были доведены до крайней степени отчаяния, окончательно стало ясно, что бог не защитит их, он — с нацистами, на пряжках ремней которых выгравировано: «Бог с нами». «Да, он — с ними: ну ведь не с людьми-скелетами, которые ковыляют в отчаянии и страхе, без капли надежды в душе». Через две недели дошли до «леса смерти» — Гунскирхен. Здесь практически не было ни еды, ни питья. Гора трупов росла, а количество «живых трупов» уменьшалось. Немцы строили здесь здание с «душевыми», но достроить не успели… Бени, лёжа на земле, пил воду из лужи, когда на дороге появились освободившие узников американские войска.

### Освобождение
Заключённые шли по шоссе, не зная куда. Как-то получилось, что Бени шёл в группе из 10 мальчиков, которые станут его друзьями на всю жизнь. Пришли в Вельс, где пожилая австрийка предложила им ночевать в своём доме. Через две недели американцы отвезли всех детей Вельса и окрестностей в лагерь для перемещённых лиц. В лагере детей обильно кормили, но это имело обратный эффект: организмы узников в результате многолетнего голода были сильно ослаблены и не могли усваивать пищу; многие заболевали, возникли эпидемии. Для улучшения условий реабилитации детей перевезли в детский дом в Хёршинге, где они начали поправляться. Несмотря на то, что ребята были сыты, они доставали еду из мусорных баков и прятали, а при случае и воровали её. «„Организование“ еды было у нас в крови. В будущем мы снова возвращались к этому».
Через несколько месяцев детей перевезли огромный лагерь «Леондинг». Здесь произошло событие, ставшее «водоразделом» между «до» и «после» — встреча с солдатами Еврейской бригады.

Я увидел большую гомонящую толпу и выбежал из барака. Приблизившись, я увидел у многих слёзы в глазах… Я не верил своим глазам: высокий широкоплечий мужчина с голубыми глазами, лет сорока, одетый в военную форму с бело-голубой эмблемой с Маген Давидом на руке, стоял в центре круга и абсолютно спокойно и уверенно разговаривал со стоящими рядом. На вопрос, кто этот мужчина, мне ответили, что это еврейский солдат из Эрец-Исраэль!.. Я видел немецкого эсэсовца-убийцу, видел американского солдата, добросердечного негра — но гордого еврейского солдата с наградами на груди и эмблемой Маген Давид на красивой форме — даже в самом розовом сне я такого не мог увидеть…
Оригинальный текст (иврит)ראיתי התקהלות גדולה והמולה רבה. יצאתי במרוצה מן הצריף. כשהתקרבתי, הבחנתי בעיני רבים בדמעות. לא האמנתי למראה עיניי: גבר גבוה, רחב-כתפיים, עם עיני תכלת, בשנות הארבעים לערך, לבוש מדי-צבא ועטור סמל כחול-לבן עם מגן דוד על זרועו, עמד במרכז המעגל ושוחח בשלווה נפשית וביטחון גמור עם העומדים לידו. שאלתי מי הוא גבר חסון זה והשיבו לי, כי זהו חייל יהודי מארץ ישראל! ראיתי ס.ס. גרמני מרצח; ראיתי חייל אמריקאי, כושי טוב-לב – אך חייל יהודי גאה, גבוה משכמו ומעלה עם עיטורים על חזהו וסמל "מגן דוד" על מדיו היפים – כזאת אף בחלום הוורוד ביותר לא יכולתי לראות…
— «Из долины убийства к Вратам в долину», стр. 109
Через несколько дней солдаты бригады приехали в Леондинг и под покровом ночи, в полном молчании увезли ребят в лагерь бригады в Тревизо, а через несколько дней — в Санта-Марию. Здесь 500 девочек и мальчиков в течение нескольких месяцев готовились к переезду в Палестину: загорали, занимались спортом, учили иврит и песни еврейского ишува.

### Палестина, Израиль
Из Санта-Марии ребята прибыли в Хайфу на эсминце «Принцесса Катлин». На причале их встречали тысячи людей.
Все десять мальчиков единогласно выбрали место продолжения программы молодёжной алии — кибуц Гиват ха-Шлоша. Кибуцники встретили ребят из Европы так, что они сразу почувствовали себя дома. Однако адаптация ребят в кибуце не проходила гладко: дети, выросшие здесь, бегали в шортах и в майках, в сандалиях или босиком, с развевающимися на ветру волосами — их вид выражал свободу, смелость и здоровье. В отличие от них, дети галута, «опалённые Катастрофой», были бледными, худыми и неуверенными. Хотя еды было достаточно, они прятали хлеб в карманах, а также панически боялись работы в поле, за воротами кибуца, которая ассоциировалась у них с «освобождающим трудом» в Освенциме. Потребовалось много усилий с обеих сторон для решения этих проблем, и через год уже невозможно было отличить приехавших из Европы от кибуцников.
Особенным уважением мальчиков пользовались члены Пальмаха — необузданные и уверенные в себе. Ребята прилагали максимум усилий, чтобы стать похожими на пальмахников и внешне, и внутренне, и у них получилось: осенью 1947 года они вступили в Пальмах:

Один из кибуцников проводил с нами присягу на верность Хагане… Я чувствовал, что это не только присяга Хагане, я даю несколько клятв: клятву отомстить за кровь убитых родителей и отравленных близких; клятву отомстить за униженное достоинство моего народа; клятву отомстить за евреев, души которых сгорели в печах и поднялись к небу в клубах дыма через трубы нацистского „Труд освобождает“…
Оригинальный текст (иврит)אחד החברים השביע אותנו שבועת אמונים להגנה… הרגשתי כי אין אני נשבע אמונים רק להגנה, אלא נשבע כמה שבועות אחרות: שבועת נקמה לדם הורי הנרצחים וקרובי המורעלים; שבועה לנקום כבוד עמי הנדכא והמושפל; שבועה לנקום דמם של יהודים, שנפחו נשמותיהם במשרפות ושעלו בעשן, מתוך ארובות "העבודה המשחררת" הנאצית…
— «Из долины убийства к Вратам в долину», стр. 158
Тренировки Пальмаха проходили в лагере Билу, а затем в кибуце Хульда. Бени получил военную профессию пулемётчика. В Хульде Бени познакомился со своей будущей женой Раей. Первой военной операцией Бени было сопровождение конвоя с продуктами в осаждённый Иерусалим через Шаар ха-Гай. Колонна двигалась под непрерывным обстрелом со склонов ущелья, солдаты отстреливались, стоя на грузовиках, было много убитых и раненых с обеих сторон, но продукты в Иерусалим были доставлены. В последующие месяцы Вирцберг находился на базе Пальмаха в иерусалимском районе Бейт ха-Керем, откуда по ночам бойцы выходили в бой за высоты вокруг Иерусалима. Самыми тяжёлыми были бои за вершины Кастель и Наби-Самуэль. Кастель остался в руках евреев, а Наби-Самуэль захватить не удалось.
В июне 1948 рота пулемётчиков снова была направлена в район Шаар ха-Гай, на этот раз с целью прорыва осады Иерусалима. Самый тяжёлый бой в жизни Вирцберга был на этом участке — битва за латрунский выступ. Латрунский выступ не был захвачен, однако в результате операции удалось расширить брешь на одном из участков шоссе, что позволило получить доступ к окружной дороге Дерех Бурма, т.е. снять осаду Иерусалима. Потом Вирцберг воевал  на Синайском полуострове и в Негеве, где самым тяжёлым был бой за аванпосты Рафаха.
После войны Вирцберг и Рая жили в Гиват ха-Шлоша. Бени и его друзья всегда пытались держаться вместе, но во время войны они служили в разных частях и участвовали в разных боях. Попытки поселиться рядом друг с другом не увенчались успехом, все они оказались в разных концах Израиля.

## Персонажи

### Семья Вирцберга
- Мать — Рахель, уроженка Германии. Погибла в газовой камере по прибытии в Освенцим.
- Отец — Гавриэль, уроженец Польши. Пробыл в Освенциме с августа 1943 года до января 1945 года. Во время марша смерти был застрелен немецким охранником.
- Младший брат отца — после прихода Гитлера к власти покинул Германию и уехал в Палестину. Он и Бени были единственными пережившими войну из всей семьи.

### Мальчики из Вельса
- Братья Юлек и Томек — дружба Вирцберга с ними началась в Маутхаузене. Мальчики всегда ходили вместе и в концлагерях и после освобождения. Хотя разница в возрасте между ними была небольшой, старший, Томек, держал за руку младшего, Юлека, а тот смотрел на него с восхищением и слушался во всём. Вместе с Бени они искали остатки пищи на улице около кухни, но находили немного; однажды нашли кусок конского мяса и съели его сырым. В Мельке Юлек и Томек работали на рудниках помощниками заключённых-рудокопов. Когда немцы взорвали рудники, были одними из немногих выживших. Во время пребывания в Хёршинге братья и Бени вместе пролезали через дырку в заборе на американскую военную базу для «организовывания» продуктов. Во время боев в Негеве Юлек (взявший имя Йонатан) был тяжело ранен и чудом выжил. Мать братьев была единственной выжившей из родителей всех мальчиков; в конце Войны за независимость она приехала к ним в Гиват ха-Шлоша.
- Ромек — Прибыл в Освенцим в конце 1944 года. В первый же день познакомился с Вирцбергом, который был тогда уже «опытным» заключённым. Ромек рассказал, что с родителями его разлучили на железнодорожных путях и он не знает, что с ними. Бени знал смысл слов «разлучили на железнодорожных путях», но не рассказал Ромеку. С этого началась их дружба. Ромек ехал от Кракова до Освенцима в поезде целых три дня. Позднее Бени узнал, что железная дорога в те дни была занята транспортами с евреями из Венгрии, поэтому другие поезда гоняли туда-обратно, пока пути не освободились. Ромека и Бени назначили уборщиками блоков. Кроме мытья полов и коек, в их обязанности входило приносить котлы с едой из кухни в блоки. Иногда кроме похлёбки в еду входили сосиски. Мальчикам пришла в голову мысль забирать иногда по нескольку сосисок. При входе в блок они бросали сосиску за дверь, а на обратном пути забирали её, чтобы съесть позднее незаметно съесть. Они знали, что не отнимают еду у простых заключённых, так как все сосиски начальники блоков, делившие пищу, забирали себе.

В Пальмахе Ромек поменял имя на Авраам Лейдер, служил пулемётчиком. Погиб в июне 1948 года в битве за Латрун. Это было самое тяжёлое сражение в жизни Вирцберга и единственное, когда бойцы не смогли вынести с поля боя тела погибших, среди них Ромека.
- Янкале Гутвиль — По непонятной Вирцбергу причине у него была кличка «Алла». Познакомился с Вирцбергом по дороге к Вельсу. В Вельсе, во время беседы с американским офицером-евреем больше и активнее других рассказывал о своих испытаниях во время войны. Обладал артистическим талантом: В лагере Еврейской бригады в Тревизо, ночью после выступления военного ансамбля, вдвоём с другим мальчиком показывал импровизированные сценки из прошлой жизни, в частности, «организовывание» продуктов с американской продовольственной базы.
- Гидек — В Пальмахе изменил имя на Гидеон, был сапёром. Во время проводки первого конвоя через Шаар ха-Гай был в одной бронемашине с командиром роты Яаковом Стоцким. Когда на крутом подъёме скорость колонны уменьшилась, от взрыва гранат машина и грузовик перед ней загорелись и остановились. Бойцы выскочили из машины и побежали вверх по южному склону, навстречу огню арабов, непрерывно стреляя. Стоцкий был смертельно ранен и умер на руках у солдат[комм. 17]. В течение нескольких дней с Гидеоном и ещё несколькими бойцами из группы Стоцкого не было связи. Их искали в горах над Шаар ха-Гай, но в конце концов обнаружили недалеко от Бейт-Арзы лежащими на земле без сил. Когда их привезли в Бейт ха-Керем, Гидеон рассказал, что они шли по ночам, каждый по отдельности, по склону в сторону Иерусалима между арабских опорных пунктов, скрываясь днём в пещерах среди скал. Воду пили из фляжки по каплям, питались травой, к чему Гидеон привык во время маршей смерти. Страстное желание выжить сейчас, раз уж он выжил в лагерях смерти, придавало ему сил. Отчаяние наступило только тогда, когда кончилась вода. Он не знал, что находится уже на еврейской территории, надалеко от колодца. На следующую ночь Гидеон снова был в бою.

В мае 1948 года отделение сапёров, в которое входил Гидеон, было направлено на подмогу войскам, сражающимся за кибуц Рамат-Рахель. Кибуц, переходивший несколько раз из рук в руки, был захвачен египтянами. Рамат-Рахель удалось отбить, но цена была высока. Гидеон был тяжело ранен при взрыве мины, заложенной египтянами у входа в кибуц, которую он обезвреживал. Гидеон остался без обеих рук и одного глаза. Товарищи оставили его в больнице в Иерусалиме, без сознания, а сами вернулись в Шаар ха-Гай. Друзья по Вельсу хотели поехать к нему, но не получили разрешения. Только девушка Гидеона, Хелена, тоже сирота, прошедшая в Европе семь кругов ада, а теперь служившая в 4-м батальоне Пальмаха, без разрешения вскочила в первый же джип и поехала в больницу.
Когда Гидеон немного поправился, его послали лечиться в США, Хелена, сменившая имя на Яэль, вышла за него замуж и уехала с ним. После нескольких операций в США здоровье Гидеона поправилось, насколько это было возможно. Из Нью-Йорка от него пришло письмо, а в нём написанное им стихотворение, посвящённое «тем дням». После войны Гидеон и Яэль вернулись в Израиль.
- Залман — Родился в религиозной семье, его родной язык был идиш. Прилагал неимоверные усилия, чтобы «вытравить» из себя образ гетто, стал неотличим от первопроходцев — жителей страны, как внешне, так и внутренне. Очень хотел служить в Пальмахе, но судьба распорядилась иначе. Залман погиб от удара электрического тока во время строительства палаточного лагеря для группы «Атид» в составе Пальмаха.
- Януш Шапир — В Пальмахе сменил имя на Яаков, его также называли Яаков Шварб. Погиб во время боёв в Негеве, по дороге к Рафаху. Грузовик, в котором были Итамар, Йонатан и Яаков Шапир, и грузовик Бени ехали друг за другом. По дороге они увидели брошенный египетский джип, каких было много вокруг. Янкале Шапир, ставший к тому времени командиром отделения, подошёл к джипу, чтобы проверить, нет ли там оружия. Поскольку вблизи не было египетских войск, он был уверен, что машина пуста. Заглянув внутрь, он увидел египтянина, который лежал на боку и выглядел мёртвым. Неожиданно египтянин выскочил из джипа, вытащил пистолет и выстрелил. Янкале погиб на месте раньше, чем кто-либо понял, что произошло. Египтянин скрылся и все попытки догнать его были безуспешны. Друзья забрали тело Янкале и продолжили путь.
- Коба Браунер — В Пальмахе сменил имя на Яаков. Погиб в тот же день, когда был тяжело ранен Гидеон. Нужно было отвезти еду бойцам, оставшимся в Неве-Илане и Маале ха-Хамиша[англ.]. Яаков, сделавший пару кругов на машине в Гиват ха-Шлоша и поэтому считавший себя опытным шофёром, вызвался поехать вдвоём с другим бойцом. Они почти доехали по извилистым тропкам до поселения, когда начался миномётный обстрел. Янкале потерял управление и джип покатился вниз по склону. Когда их обнаружили, Янкале был уже мёртв, а его товарищ тяжело ранен.
- Беньямин — Был самым маленьким из мальчиков, его все называли Мойшеле. Из Вельса уехал в Америку с американским офицером-евреем, которого мальчики встретили в городе. Офицер долго расспрашивал мальчиков о том, что с ними было в военные годы, слушал, не отрывая от них глаз, прижавшись к стулу, как будто окаменев. В его глазах стояли слёзы. Он предложил всем поехать с ним, но мальчики решили пока плыть по течению, не принимая никаких решений, и посмотреть, как сложится. Американец с трудом уговорил поехать с ним хотя бы одного, самого маленького.
- Эмиль — Не был в числе 10 мальчиков, вышедших из «леса смерти» и шедших вместе по шоссе к Вельсу. Подружился с Вирцбергом в Освенциме, был также в Маутхаузене и в Мельке. Вместе с Бени вышел из Мелька, его тело было — кожа да кости, а лицо — как у мертвеца. Эмиль обессилел и упал, Бени пытался поддержать его, но вынужден был оставить и присоединиться к братьям Томеку и Юлеку. Вирцберг снова встретил Эмиля в лагере еврейской бригады в Тревизо. Бени не мог поверить, что он ещё вернётся к жизни, а выжил он только благодаря беспрецедентным усилиям врачей союзных армий. Эмиль присоединился к группе мальчиков, как бы вместо уехавшего Мойшеле, и их снова стало десять. Прошёл вместе с ними весь путь репатриации, в Пальмахе сменил имя на Амнон.

### Кибуцники из Гиват ха-Шлоша
- Хаим — Встречал группу «Атид» в хайфском порту; был сопровождающим в автобусе, который вёз Бени и его друзей в Атлит. Хаим говорил с ребятами на идиш и за время пути сумел установить с ними взаимопонимание. Он стал для них символом израильтянина — свободного человека в своей стране. Когда в Атлите ребятам предложили выбрать место жительства в Эрец-Исраэль, все без исключения выбрали кибуц Гиват ха-Шлоша только потому, что это был кибуц Хаима[8].

Первый месяц в кибуце Бени жил в доме брата Хаима — Шмуэля. Здесь он впервые увидел книги Бялика, Шимоновича, Максима Горького. Хаим был одним из группы учителей, выделенных кибуцем для обучения приехавших из Европы детей; преподавал математику и ивритскую поэзию. Когда он читал на уроках стихи Бялика и идилии Шимоновича, ученики слушали, затаив дыхание; казалось, что эти стихи сочинил он сам о том, что происходит вокруг. Он привил детям любовь и к страдающему еврейству галута, и к жизни в новой, только строящейся стране.
После войны Хаим работал в Европе, а затем вернулся в кибуц. Когда его учеников призвали в Пальмах, Хаим вернулся к работе в поле, которую он всегда любил, однако позже он вступил в Пальмах добровольцем. В июне 1948 года, во время последних боёв в окрестностях Иерусалима, Вирцберг встретил Хаима.
- Шуламит — Была единственной женщиной среди учителей, занимающихся с детьми из Европы. Её задачей было обеспечение детей всем необходимым и решение многочисленных проблем, с чем она справлялась наилучшим образом. Когда ребятам сказали, что они будут полдня учиться и полдня работать, их охватил ужас и отвращение от необходимости работать за пределами лагеря: освенцимский лозунг «Труд освобождает» был глубоко в подсознании. Кибуцники решили дать детям время на излечение от ран прошлого, но время не помогало. И тогда именно Шуламит убедила всех, что ребята должны выходить на работу, только работа освободит их от прошлого. В первые дни в грузовиках, которые везли их в район «Назла»[комм. 19], дети бледнели и дрожали от страха, но увидев, что здесь совсем другая работа, и что инструкторы работают больше всех, дети постепенно привыкли и действительно излечились.

«Каким бы острым ни был кризис, — сказала Шуламит, — они должны выходить на работу; мы должны убедить их в том, что работа — это самое святое; мы должны выкорчевать из них лживые понятия, посеянные „освобождающим трудом“ в Освенциме». Действительно, кризис был предельно тяжёл, но если с течением времени мы стали хорошими работниками, из лучших во всём кибуце, за это мы должны сказать спасибо Шуламит… Когда я сравнивал теперь, как выглядяли мои товарищи — розовые щёки, округлившиеся тела, блестящие глаза — с тем, какими они были, когда мы еле тащились, спотыкаясь, по дороге, ведущей в Вельс, я понимал, что права была Шуламит: «Назла» освободила нас от «Освенцима».
Оригинальный текст (иврит)יהא המשבר חריף כאשר יהא, אמרה שולמית, הם חייבים לצאת לﬠבודה; עלינו לאלצם שיסגלו לעצמם את הרעיון שהעבודה היא קדושה מכל; עלינו לעקור מלבם את המושגים המסולפים ש"העבודה המשחררת מאושויץ שתלה בהם."… אמנם, היה המשבר קשה עד מאד, אך אם במרוצת הימים נהפכנו לעובדים טובים, מן הטובים בקיבוץ כולו, עלינו להודות על כך לשולמית… כשהשויתי עכשיו את מראה חברי — שלחייהם האדימו, גופם התעגל ועיניהם הבריקו — עם מראיהם ביום שנסחבנו בכבדות, כושלים על הכביש המוביל לוילס, ידעתי שאכן צדקה שולמית: "נזלה" שחררה אותנו מ"אושוויץ".
— «Из долины убийства к Вратам в долину», стр. 148-150

### Пальмахники
- Ули — Первый командир роты Вирцберга в Пальмахе, высокий блондин, серьёзный и немногословный[комм. 20]. Во время боёв в пустыне Северной Африки был бойцом немецкого отдела Пальмаха[ивр.][комм. 21] в составе британской армии; выполнял разведзадания в тылу немцев под видом офицера СС. Для ребят из Европы, которым предстоял первый бой, не могло быть лучшего командира, чем тот, который проявил особую смелость в борьбе с нацистами. Боевой опыт Ули и его способность быстро действовать в сложных обстоятельствах проявились во время боев в Шаар ха-Гай. Когда при движении на максимальной скорости под непрерывным обстрелом у грузовика Бени прокололась шина и водитель остановил машину, проезжавший мимо в командирском джипе Ули открыл окно и крикнул: «Продолжать движение, не обращая внимания на прокол, задние колёса двойные». Водитель попробовал начать движение, но мотор не заводился. Ули выскочил из джипа на ходу, подошёл к грузовику, за несколько минут починил мотор, и когда грузовик начал движение, остановил следующий джип и уехал на нём. Эти простые действия в нужный момент спасли грузовик с продуктами и находившихся в нём людей[11].

- Джинджи (рыжий) — Член кибуца Гиват ха-Шлоша, был одним из водителей, возивших ребят на сельскохозяйственную работу в «Назла». Доброта водителей, их уверенность, что дети Холокоста привыкнут к нормальному труду, были одним из факторов, приведших к тому, что ребята излечились от страха перед работой, посеянного Освенцимом[12]. Во время проводки конвоев через Шаар ха-Гай Джинджи также был одним из водителей грузовиков, и здесь тоже его спокойствие и уверенность помогали молодым солдатам бороться со страхом в их первых боях[13]. Позднее стал в Пальмахе командиром роты, состоявшей из людей, переживших Холокост и прибывших в Израиль по программе Гахал[ивр.][комм. 22]. Для своих солдат Джинджи был не только командиром, но и отцом и наставником, он считал своей целью поднять этих людей, согнутых ужасами Холокоста, духовно и физически. Джинджи погиб в боях за аванпосты Рафаха.

Он сумел поднять их, а сам пал. Но дух его роты Гахал не пал. Они сомкнули ряды и воевали своим скудным оружием и своими иссохшими телами, а их души жили памятью о погибшем командире… Он был их командиром при жизни и после смерти.
Оригинальный текст (иврит)הוא הצליח להקימם, ונפל. אך רוח פלוגת
הגח"ל שלו לא נפלה. כגוף מלוכד לחמו בנשקם הדל ובגופם הצנום, כשרוחם נפﬠמת
מזכר מפקדם שאיננו… הוא פיקד ﬠליהם בחייו, וגם לאחר מותו. 

— «Из долины убийства к Вратам в долину», стр. 204
- Эхуд — Уроженец Эрец-Исраэль 27 лет. Встретился с Вирцбергом во время боёв за Кастель в полуразрушенном здании, где солдаты отдыхали в редкие часы, когда не было атак арабов. В 1939 году Эхуд с родителями приехал в Польшу к родственникам за несколько дней до оккупации страны немцами. Выехать из Польши они не смогли. Родители погибли, а Эхуд выжил, пройдя лагеря и марши смерти. Вирцберга поразила фраза Эхуда: «Как так получилось, что мы шли, как овцы на заклание? Этого я никогда себе не прощу.» Благодаря Эхуду Бени понял, что его собственное чувство вины за то, что он не защищался, было уделом не только евреев галута, но и всех тех, кто оказался в схожих обстоятельствах.

Я знал, что не было почти никакой возможности защищаться, никакого шанса защититься… Когда я приехал в Эрец-Исраэль и увидел новых, свободных евреев, с оружием в руках, я часто задумывался и спрашивал себя, могло ли случиться с этими евреями то, что случилось с нами. И тут рассказ Эхуда открыл мне, что мы, евреи галута, не так уж и виноваты. Эхуд почти излечил меня от скрытого чувства неполноценности, жившего во мне.    
Оригинальный текст (иврит) ידﬠתי שלא היתה קיימת כמﬠט כל אפשרות להתגונן, כל סיכוי להתגונן… בהגיﬠי לארץ-ישראל, וברארתי את היהודי החפשי החדש, היהודי האוחז בנשק, הייתי תוהה לﬠתים ושואל את ﬠצמי אם אמנם אפשר היה שיקרה ליהודים כאלה מה שקרה ﬠמנו… והנה בא סיפורו של אהוד וגילה לי, כי אנו, יהודי-הגלות, לא אשמנו במיוחד. אהוד כמﬠט שריפא אותי מתחושת-נחיתות סמוייה שקיננה בי.
— «Из долины убийства к Вратам в долину», стр. 189
Эхуд погиб во время атаки арабов, на следующий день после встречи с Вирцбергом, от прямого попадания снаряда.

### Нацисты
- Доктор Менгеле — нацист, врач по профессии, проводил медицинские опыты на узниках Освенцима. Вирцберг впервые увидел его по прибытии в Аушвиц-Биркенау в группе нацистских офицеров высокого ранга, стоящих вокруг стола недалеко от заключённых. Из группы заключённых-мужчин, направлявшихся к грузовикам и знавших уже, что их повезут на смерть в газовых камерах, Менгеле лично выбрал примерно 17 мальчиков 13—14 лет, среди них Бени, и вежливо попросил их «присоединиться» к офицерам. Во время этой первой встречи Вирцберг обратил внимание на «стандартную любезность» Менгеле и других офицеров высшего ранга. Позднее, когда стало известно, что именно делает этот доктор с заключёнными, эта неизменная любезность ужасала, контрастируя с его жуткой работой. Менгеле, в ответ на просьбу плачущего Бени, спас от смерти его отца, разрешив присоединить его к группе детей.

В лагере Аушвиц I, где Вирцберг был личным помощником доктора во время операций, Менделе не только был вежлив с мальчиком, но даже угощал его шоколадом. Тем не менее Бени, будучи маленького роста, как мог сокращал свой возраст, чтобы ему не сделали операцию: ни вежливость, ни подарки не означали, что его могут пожалеть. Как-то Бени зашёл в операционную непосредственно после того, как Менгеле сделал одному из мальчиков операцию по удалению яичка: на лице доктора было выражение покоя и безмятежности, как будто он сделал гуманную операцию по спасению человеческой жизни. В последний раз Бени видел Менгеле по окончании первого марша смерти: он руководил отправкой заключённых по железной дороге в Маутхаузен. Доктор узнал Бени, извинился, что у него нет с собой шоколада, и велел принести мальчику стакан воды:

Неужели это чудовище, которое уничтожило так много людей, которое делало операции по кастрации еврейских женщин и мужчин, — неужели в нём ещё остались какие-то человеческие чувства... Или это способ обеспечить потребности его перевёрнутой души?
Оригинальный текст (иврит)האם מפלצת זו אשר קבעה גורלם של מספר כה רב של בני אדם למות, אשר ביצע כל כך הרבה ניתוחי עיקור בנשים וגברים יהודים, האם עדיין יש בו רגש אנושי כל שחוא...  או שמא זהו תעלול רגיל לספק את הנפש ההפכפכה שבתוכו.
— «Из долины убийства к Вратам в долину», стр. 74
- Хорст Шуман — Оберштурмфюрер из Люфтваффе, врач. Принимал участие в большинстве операций, проводимых Менгеле. Обычно забирал склянки с человеческими органами, на каждой из которых были фамилии мальчика, у которого взят орган, и немецкого лётчика, которому его следовало пересадить.
- Освальд Кадук — Унтершарфюрер СС, известный как самый страшный садист в лагере, получавший удовольствие от издевательств над заключёнными. Его называли королём садистов[16]. Когда отец не прошёл очередную селекцию, Бени решился на отчаянный поступок: подбежал к Кадуку. Эсэсовец спросил: «Что ты хочешь, симпатичный еврейчик», и мальчик едва слышно ответил, что отца увозят в крематорий и он просит его спасти. Несмотря на невысокий ранг, Кадук был в лагере всемогущ. Бени был уверен, что Кадук отправит на смерть и его, и эта мысль его даже успокоила, но эсэсовец вывел отца из группы мужчин, подлежащих уничтожению, и освободил его.

### Начальники блоков
- Заключённый немец-христианин — Треугольник на его груди означал «политический[комм. 23]». Был рад знакомству с отцом Вирцберга и часто приходил к нему поговорить по-немецки. Устроил его на работу на складе в своём блоке, но, к сожалению, не надолго. Через некоторое время этого начальника блока сменил другой, отличавшийся жестокостью по отношению к заключённым. Новый начальник перевёл отца Вирцберга в общий блок, что означало ежедневную каторжную работу за пределами лагеря.
- Сексуальный преступник, педофил — угощал детей конфетами, делал им подарки. Некоторых детей заставлял оказывать ему сексуальные услуги. Другие дети, узнав, кто он такой, старались, по возможности, не попадаться ему на глаза. Этот начальник блока спас Вирцберга от одной из селекций, сообщив проводящему селекцию офицеру СС, что Бени и стоящий за ним мальчик необходимы для работы посыльными в больничном блоке.
- Яков — Еврей, начальник блока №11, в котором находилась лагерная тюрьма. Человек огромного роста, широкоплечий, обладавший незаурядной физической силой, он безраздельно властвовал в своём блоке. Евреи называли его «Шимшон-Эйзен» («Железный Самсон», ивр. שמשון-אייזן‎)[комм. 24]. Он мог согнуть железный прут шириной с рельс, поэтому его боялись не только заключённые, включая немцев, но и эсэсовцы. С еврейскими детьми Яков был добрым и ласковым, часто угощал их конфетами[17].

Зимой 1944 года в лагере проводилась казнь через повешение 7 евреев, совершивших попытку побега во время работы за пределами лагеря. По этому поводу в лагерь прибыл сам  Адольф Эйхман. Всех заключённых лагеря выстроили для наблюдения за казнью. Яков привёз заключённых в наручниках к месту казни, велел им следовать за ним к помосту виселицы и надел им на шеи петли. Продолжение казни осуществляли эсэсовцы. В последний момент заключённые вдруг выкрикнули: «Гитлеровцы, конец ваш близок!».

## История написания и публикации
Вирцберг решил написать книгу свидетельств о Холокосте в то время, когда в Иерусалиме проходил судебный процесс над Эйхманом. Вирцберг присутствовал почти на всех заседаниях, хотя для этого ему приходилось ездить из Беер-Шевы. По свидетельству друга, во время суда он был подавлен, прошлое снова овладело им, он не мог примириться с тем, что выжил, ощущал свою вину за то, что не сумел спасти отца.
После окончания суда Вирцберг часто говорил о том, что хочет описать события своей жизни. Друзья утверждают, что во время войны за Независимость и после неё, несмотря на то, что было тяжело и погибали друзья, Бени не было свойственно состояние подавленности. Написание книги вернуло его к ужасам Холокоста и привело к депрессии. Это подтверждают и слова самого Вирцберга. Во вступлении к книге он писал:

В особенности я благодарен моей жене, которая была первым слушателем и критиком всего, что здесь написано, и вдохновляла меня в моменты нервных срывов, в моменты ужаса, которые наступали в считанные секунды во время написания книги.
Оригинальный текст (иврит)ובעיקר ניתנת תודתי לרעייתי, שהייתה המאזינה והמבקרת הראשונה של כל המסופר כאן ועודדה אותי בעתות 
משבר, מתח וזעזועים אשר תקפוני בשנייה בעת הכתיבה.
— «Из долины убийства к Вратам в долину», стр. 8

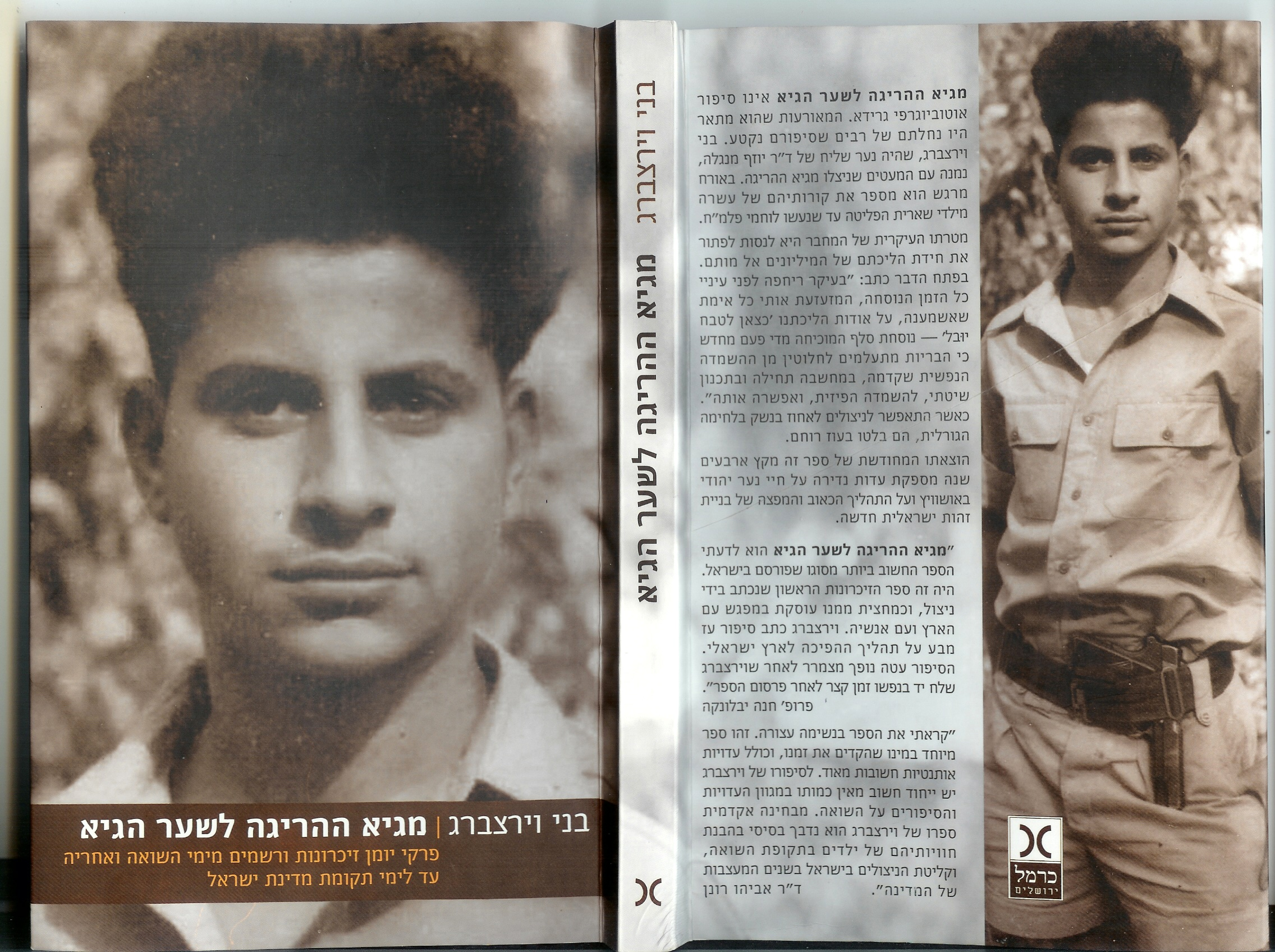
Обложка второго издания книги, 2008 год.

По поводу издания книги Вирцберг обращался в «Морешет» (в то время часть издательства «Сифрият Поалим») и в издательство Цахала, но получил отказ. В конце концов в марте 1967 года был подписан договор с издательством «Масада» об издании книги под первоначальным названием — «От Хрустальной ночи до ночных боёв» (ивр. מליל הבדולח ועד לילות הקרב‎). За эту работу Вирцберг заплатил издательству 7 тысяч лир, что, по словам дочери, было существенной суммой для семьи в то время. Книга вышла в конце 1967 года под окончательным названием «Из долины убийства к Вратам в долину».
Выход книги в свет воодушевил Вирцберга; он верил, что она поможет опровергнуть бытовавшее тогда в Израиле мнение, что евреи Европы шли на смерть «как овцы на заклание». Вирцберг считал это мнение искажающим действительность. Однако книга не нашла отклика и плохо продавалась в то время, когда магазины были забиты альбомами о победе в Шестидневной войне. При том, что Вирцберг был успешным профессионалом, имел любящую семью и множество друзей, неудача с книгой была для него тяжёлым ударом, от которого он не смог оправиться.
Через 40 лет после выхода в свет первого издания книги, благодаря публикации работ исследователя Холокоста Ханы Яблонки (1997) и писателя Дова Гольдштейна, важность книги Вирцберга для изучения Холокоста стала очевидной. Начиная с 1980-х годов её изучали в высших учебных заведениях. Однако дочери писателя Далии Вирцберг-Рофе стоило немалых усилий добиться повторной публикации. В издательстве Яд ва-Шем и в фонде Эли Визеля сообщили, что они выпускают в первую очередь книги, которые не печатались ранее. Несмотря на трудности, книга вышла в 2008 году в издательстве Кармель. В финансировании издания приняли участие фонд Яд ва-Шем и Еврейский национальный фонд.
В августе 2017 года книга Вирцберга вышла в издательстве Яд ва-Шем на английском языке под названием: «From Death to Battle. Auschwitz Survivor and Palmach Fighter».

## Отзывы и критика
Профессор Хана Яблонка часто обращается к книге Вирцберга в публикациях и выступлениях. В статье «Репатрианты из Европы и осознание Холокоста» (ивр. עולי אירופה ותודעת השואה‎), говоря об особенностях отношения репатриантов — выживших в Холокосте к своей стране и борьбе за её независимость, отмечает, что особенно хорошо это выразил Бени Вирцберг. Далее она цитирует из книги «Из долины убийства к Вратам в долину» рассказ о принятии присяги Хагане в кибуце Гиват-ха-Шлоша.
В статье «Выжившие в Холокосте и Израиль — события и процессы» Яблонка обращает внимание на два посвящения автора: «Памятник моим дорогим отцу и матери, убитым в Освенциме» (מצבה לזכר אבי ואמי היקרים שנרצחו באושוויץ) и «Монумент моим друзьям, погибшим в Войне за независимость» (גל-עד לחברי שנפלו במלחמת הקוממיות). В самой книге Вирцберга испытания во время Холокоста и адаптация в Эрец-Исраэль описаны как равнозначные жизненные испытания в жизни её героев. Через эти два тяжёлых испытания прошли все выжившие в Холокосте, репатриировавшиеся в Израиль. 
Яблонка так оценивает эту книгу:

«Из долины убийства к Вратам в долину» — одна из важнейших книг на эту тему, написанных в Израиле. Это была первая книга из написанных выжившими в Холокосте, половина которой рассказывает о встрече с Эрец-Исраэль и её жителями. Вирцберг смело и точно описал процесс превращения в израильтянина. Этот рассказ приобрёл трагическое звучание после того, как Вирцберг покончил с собой вскоре после публикации книги.
Оригинальный текст (иврит)מגיא ההריגה לשער הגיא הוא לדעתי הספר החשוב ביותר מסוגו שפורסם בישראל. היה זה ספר זיכרונות הראשון שנכתב בידי ניצול, וכמחצית ממנו עוסקת במפגש עם הארץ ועם אנשיה. וירצברג כתב סיפור עז מבע על תהליך ההפיכה לארץ ישראלי. הסיפור עטה נופך מצמרר לאחר שוירצברג שלח יד בנפשו זמן קצר לאחר פרסום הספר.

Специалист по истории Холокоста доктор Авигу Ронен, обращая внимание, прежде всего, на документальные свидетельства о Холокосте в книге Вирцберга, также отмечает важность рассказа о трудностях первых лет в Израиле:

Я прочёл эту книгу, затаив дыхание. Это особенная книга, опередившая своё время, которая содержит очень важные свидетельства из первых уст. У рассказа Вирцберга есть важная особенность, выделяющая её из всего разнообразия свидетельств и рассказов о Холокосте. Для академических исследований книга Вирцберга представляет собой фундамент для понимания того, что было пережито детьми в период Холокоста, и трудностей тех, кто выжил и начал новую жизнь в Израиле в годы формирования государства.
Оригинальный текст (иврит)קראתי את הספר בנשימה עצורה. זהו ספר מיוחד במינו שהקדים את זמנו, וכולל עדויות אותנטיות חשובות מאוד. לסיפורו של וירצברג יש ייחוד חשוב מאין כמותו במגוון העדויות והסיפורים על השואה. מבחינה אקדמית ספרו של וירצברג הוא נדבך בסיסי בהבנת חוויותיהם של ילדים בתקופת השואה, וקליטת הניצולים בישראל בשנים המעצבות של המדינה.

Ронен обращается к свидетельствам Вирцберга в своей книге «Приговорённая жить - дневники и жизнь Хайки Клингер» — жизнь в Сосновце, выселение в гетто Шродула, а затем из гетто в Освенцим.
Бизнесмен и филантроп Ноам Ланир в передаче для школьников «Учимся вместе» рассказывает, что книга Вирцберга изменила его жизнь. Он читал книгу, будучи ребёнком, и история о мальчике, сумевшем в жутких условиях концлагеря не только не потерять силу духа, но и стать опорой отцу, заставила его по-новому оценить себя самого и свои проблемы. Ланир читает ученикам две страницы (67—68) из книги о спасении отца Бени от смерти нацистом Кадуком.
Писатель и журналист газеты Маарив Дов Гольдштейн в повести «Последний патрон Бени» пытается понять психологическое состояние Вирцберга в последние годы жизни, встающие в памяти картины из прошлого, воспоминания об убитых родителях, а также о мальчиках, ставших жертвами доктора Менгеле. Повесть написана на основании книги «Из долины убийства к Вратам в долину», а также бесед Гольдштейна с друзьями Вирцберга.
Писатель, лауреат премии Израиля Ханох Бартов пишет о книге:

Я начал читать и не мог оторваться. Это одно из наиболее жутких и правдивых свидетельств, которые я читал о жизни ребёнка, … приговорённого жить в аду Освенцима, об испытаниях подростка от момента освобождения до репатриации в Эрец-Исраэль, пара лет в кибуце и снова жизнь, полная опасностей, в Пальмахе от Хульды до Иерусалима. Мощь этой книги в точности написанного, вызывающей дрожь и описанием того, как страшный убийца Менгеле соглашается выполнить просьбу ребёнка, одного из нескольких жертв, которых он оставил в живых для своих варварских нужд, и даже дарит ему жизнь отца, угасающего у него на глазах. Я читал немало книг, написанных выжившими в Холокосте, но эта — единственная и неповторимая, никогда её не забуду. Как жаль, что первое издание книги не было принято так, как оно того заслуживало.
Оригинальный текст (иврит)התחלתי לקרוא ולא יכולתי להינתק. זו אחת התעודות המזעזעות והאמינות ביותר שקראתי על חייו של ילד… נדון לחיות בגיהינום אושוויץ, חוויותיו של הנער מרגע השחרור עד לעלייה ארצה, השנים הקצרות בקיבוץ ושוב בסכנת-חיים מתמדת בפלמ"ח מחולדה עד ירושלים. עוצמתו של הספר היא בכתיבתו המדוייקת, המצמררת גם באותם מקומות שהרוצח הגדול, מנגלה, נענה לבקשת הילד, אחד מאותם קורבנות ספורים שהותיר בחיים לצרכיו הברבריים ואף "מעניק" לו את חיי אביו המתרסק לעיניו. קראתי ספרים לא מעטים פרי-עטם של ניצולים, וזה אחד ויחיד, לא אשכח אותו עוד. מה צר, שהספר במקורו לא זכה להתקבל כראוי לו.

В интернет-газете «Новости Бен-Эзер» журналист Рами Харари, высоко оценивая книгу, пишет и о том, что он помнит, как трудно было в те годы детям, пережившим Холокост, привыкать к обществу сабр, и это не по вине детей из Европы. Однако в книге Вирцберга нет ни слова жалобы на отношение уроженцев Израиля к нему и его друзьям.
Бени Вирцберг — один из четырёх героев альбома «Мы здесь. Выжившие в Холокосте в государстве Израиль», вышедшего в издательстве Яд ва-Шем к 60-летию государства Израиль. В альбоме, в частности, приводится цитата из книги о встрече детей из Европы в Хайфском порту:

На причале было полно людей, сотни тысяч. Неужели все эти люди пришли в столь ранний час, чтобы увидеть нас — первых детей, выбравшихся из нацистского ада? Море рук, машущих нам платками: неужели все евреи? Слёзы душат мне горло. Посмотрел на друзей: кто поёт, кто плачет. В этот момент наз позвали на палубу петь «Ха-Тикву». Это была потрясающая Ха-Тиква и моё сердце наполнилось гордостью, какой я не ощущал никогда раньше. Сам я петь не мог, слёзы душили меня. Мы снова не сироты… Тысячи приёмных родителей ждут нас. Я вспомнил родителей: может быть, и они счастливы, что хотя бы мне довелось дожить до этого мгновения.
Оригинальный текст (иврит)הרציפים המו מאדם. מאות ואלפי-אלפים. האמנם הטריחו כל אלה את עצמם בשעת בוקר כה מוקדמת, כדי לראות אותנו — ראשוני הילדים הניצולים מהתופת הנאצי? ים של ידיים מניפות לעברנו מטפחות: האומנם כולם יהודים? דמעות חונקות את גרוני. הסתכלתי בחברי: מקצתם שרו, מקצתם בכו. אותו רגע נקראנו למרכז הסיפון לשיר את "התקוה". זו היתה "התקוה" אדירה, ולבי נתמלא גאוה שמעולם לא הרגשתי כמוה. אני עצמי לא יכולתי לשיר, כי חנקוני הדמעות. שוב אין אנו יתומים… אלפי הורים-מאמצים מחכים לבואנו. זכר הורי עלה בלבי: אולי מאושרים גם הם, שזכיתי לפחות אני לרגע זה.
— «Из долины убийства к Вратам в долину», стр. 129
Авторы также отмечают, что «Яаков Сад и Бени Вирцберг говорили от имени огромного количества выживших в Холокосте, которые начали прибывать в страну после войны».
В выпуске журнала института изучения Холокоста им. Х. Эйбшица, посвящённом евреям Германии во время Холокоста приводится свидетельство Вирцберга о «Хрустальной ночи» и событиях, последовавших за ней. Авторы пишут: «Бени Вирцберг был маленьким мальчиком во время событий Хрустальной Ночи в Гамбурге. Травма была настолько сильна и так врезалась в память мальчика, что он помнил картины тех событий и во взрослом возрасте». Далее цитируется из книги рассказ о разбитом магазине, аресте отца и других евреев Гамбурга и последующей высылке отца на границу с Польшей.
Доктор Йоэль Рапель, специалист по иудаизму, истории еврейского народа и земли Израиля, говорит о том, что книга одновременно захватывающая и трогательная, называет её «литературной жемчужиной». В радиопередаче на Коль Исраэль он прочёл два отрывка из книги и рассказал её краткое содержание. Необычно большое количество зрителей интересовались книгой, телефон во время передачи не переставал звонить.
Амир Хаскель, исследователь Холокоста и один из организаторов программы «Свидетели в военной форме», в своей книге «Начальник блока 11» приводит краткую биографию Вирцберга и отрывок из книги «Из долины убийства к Вратам в долину» о Якове — начальнике тюремного блока. Хаскель использует рассказ Вирцберга, наряду с другими свидетельствами, для раскрытия образа главного героя, Якова Козальчика, и оценки его личности.

## Комментарии
1. ↑  В названии книги обыгрывается сходство двух названий. «Долина убийства» — словосочетание из Танаха, Книга пророка Иеремии; употребляется в гл. 7, стих 32, и в гл. 19, стих 6. Это долина Бен Гином, в которой, согласно некоторым источникам, приносились человеческие жертвы (жертвы сжигались в огне). Здесь же, согласно пророчеству, будут хоронить людей после Страшного суда. См. Ф. Ринекер, Г. Майер. Долина сыновей Еннома // Библейская энциклопедия Брокгауза. — 1994., Раввин Михаил Ковсан, Книги ТАНАХа в переводе и с комментариями Архивная копия от 2 апреля 2014 на Wayback Machine. Шаар ха-Гай (в буквальном переводе Врата долины) — место кровопролитных боёв Войны за независимость, один из символов этой войны
2. ↑  Во втором издании книги предисловие автора приведено на вкладке
3. ↑  О палаточном лагере Маутхаузена см. Жизнь в концлагере Маутхаузен Архивная копия от 22 апреля 2014 на Wayback Machine на сайте Яд ва-Шем
4. ↑  На лагерном жаргоне «организование» это способ достать продукты или вещи, не обкрадывая своих товарищей, а украв их тайком с немецких складов. См. также Освенцим#Лагерный жаргон
5. ↑  Вирцберг называет лагерь «Леондинг». Информации о лагере с таким названием нет, но окрестности города Линц были одним из крупнейших центров сбора перемещённых лиц и беженцев, что указано на сайтах организаций Джойнт Источник. Дата обращения: 21 апреля 2014. Архивировано из оригинала 16 октября 2013 года. и ОРТ Linz area Архивная копия от 22 апреля 2014 на Wayback Machine и в списке лагерей Displaced Persons Camps in Austria L-N Архивная копия от 14 ноября 2013 на Wayback Machine. Отдельные лагеря: Bindermichl, Ebelsberg и Wegscheid появились в этом районе только в 1946 году. В округе Линц есть город Леондинг, на который, вероятно, показывал указатель
6. ↑  Операция была секретная, т.к. английские оккупационные власти запрещали репатриацию евреев из Европы в Палестину
7. ↑  По окончании войны лагерь Еврейской бригады был в Тревизо, см. также «Ишув в период Второй Мировой войны (ивр.). Маханаим. Дата обращения: 10 августа 2013. Архивировано 22 апреля 2014 года.
8. ↑  Санта Мария — небольшой городок в Апулии, Италия
9. ↑  На корабле «Принцесса Катлин» в Палестину прибыли иммигранты, получившие, в порядке исключения, разрешение на въезд от британских властей. Среди жителей ишува были разногласия, приветствовать ли его или игнорировать в знак протеста против запрета на въезд остальным выжившим в Холокосте. В результате огромное количество людей всё же пришли встречать его в порту
10. ↑  Словосочетание «Опалённые катастрофой» (ивр. אודים מוצלים מאש‎, «Удим муцалим ме-эш») дословно означает «Обгорелые деревья, вытащенные из огня». Источник: Танах, Книга пророка Захарии, глава 3, стих 2
11. ↑  Военный лагерь Билу[ивр.] находился рядом с посёлком Билу[англ.], названным в честь движения первопроходцев
12. ↑  см. также Военные операции Израиля в Арабо-израильской войне 1947—1949 годов, 3—15 апреля 1948 года
13. ↑  см. также Военные операции Израиля в Арабо-израильской войне 1947—1949 годов, 8—9 июня 1948 года
14. ↑  см. также Военные операции Израиля в Арабо-израильской войне 1947—1949 годов, 8—18 мая 1948 года
15. ↑  см. также Военные операции Израиля в Арабо-израильской войне 1947—1949 годов, 28 декабря 1948 — 7 января 1949
16. ↑  см. также  Война за независимость — статья из Электронной еврейской энциклопедии
17. ↑  В соответствии с сайтом Пальмаха Архивная копия от 24 апреля 2014 на Wayback Machine, группа Якова Стоцкого уничтожила большое количество врагов и тем самым спасла конвой. См. также Яков Стоцки на сайте «Низкор эт кулам» Архивная копия от 24 апреля 2014 на Wayback Machine, Ицхак Рабин о Якове Стоцком Архивная копия от 24 апреля 2014 на Wayback Machine (иврит)
18. ↑  Текст стихотворения приводится в книге
19. ↑  Назла - арабское название местности, расположенной недалеко от Рош-ха-Аина и истоков Яркона, где находились сельскохозяйственные земли кибуца, см. сайт кибуца Гиват-ха-Шлоша. Дата обращения: 27 апреля 2019. Архивировано 27 апреля 2019 года. и архив истории [[Петах-Тиква|Петах-Тиквы]] (ивр.). Дата обращения: 16 августа 2013. Архивировано 27 сентября 2013 года.
20. ↑  Шмуэль (Ули) Гив'он ([[Иврит|ивр.]] שמואל (אוֹלי) גבעון‎, 1923 — 2008) (ивр.). Официальный сайт Пальмаха. Дата обращения: 20 марта 2014. Архивировано 22 апреля 2014 года.

В архиве Пальмаха есть 20-минутный фильм об Ули Гив'оне: Шмуэль (Ули) Гив'он, 1923—2008 (ивр.). Центр информации Пальмаха, отдел фильмов (2008). Дата обращения: 5 января 2014. Архивировано 22 апреля 2014 года.
21. ↑  Немецкий отдел Пальмаха состоял из бойцов, владевших немецким языком на уровне родного. Действовал, в основном, в тылу немецких войск
22. ↑  Гахал — Гиюс Хуц ла-Арец (ивр. גיוס חוץ לארץ‎), мобилизация за границей
23. ↑  Об обозначении категорий заключённых в лагере см. Освенцим — Категории заключенных
24. ↑  Яков Козальчик. Перед началом Второй мировой войны жил в городе Кринки (Польша), а во время войны был начальником блока №11 в Освенциме. См. также биографию Якова Козальчика здесь